# Georgetown (Texas)
Georgetown é uma cidade localizada no estado norte-americano do Texas, no Condado de Williamson.

## Demografia
Segundo o censo norte-americano de 2000, a sua população era de 28.339 habitantes.
Em 2006, foi estimada uma população de 42.467, um aumento de 14128 (49.9%).

## Geografia
De acordo com o United States Census Bureau tem uma área de
64,5 km², dos quais 59,1 km² cobertos por terra e 5,4 km² cobertos por água. Georgetown localiza-se a aproximadamente 230 m acima do nível do mar.

## Localidades na vizinhança
O diagrama seguinte representa as localidades num raio de 20 km ao redor de Georgetown.